# NGC 1160
NGC 1160 est une galaxie spirale barrée située dans la constellation de Persée. NGC 1160 a été découverte par l'astronome germano-britannique William Herschel en 1784.

## Caractéristiques
Sa vitesse par rapport au fond diffus cosmologique est de 2 355 ± 13 km/s, ce qui correspond à une distance de Hubble de 34,7 ± 2,4 Mpc (∼113 millions d'al).
À ce jour, huit mesures non basées sur le décalage vers le rouge (redshift) donnent une distance de 26,912 ± 2,943 Mpc (∼87,8 millions d'al), ce qui est à l'extérieur des valeurs de la distance de Hubble. Notons que c'est avec la valeur moyenne des mesures indépendantes, lorsqu'elles existent, que la base de données NASA/IPAC calcule le diamètre d'une galaxie et qu'en conséquence le diamètre de NGC 1160 pourrait être d'environ 24,8 kpc (∼80 900 al) si on utilisait la distance de Hubble pour le calculer.
La classe de luminosité de NGC 1160 est III-IV et elle présente une large raie HI.